# Benny Goodman
Benny Goodman (n. 30 mai 1909 - d. 13 iunie 1986) a fost un compozitor, dirijor, clarinetist, lider de formație și muzician de jazz și swing american, care a primit Premiul Grammy pentru întreaga carieră în 1986.